# ساگامیهارا ۷۴۳۵
سیارک ۷۴۳۵ (به انگلیسی: 7435 Sagamihara، نامگذاری:1994CZ1) هفت هزار و چهارصد و سی و پنجمین سیارک کشف شده‌است که در ۸ فوریه ۱۹۹۴ کشف شد.
قدر مطلق سیارک برابر ۱۳٫۶۰ است.